# Таласъм (вестник)
„Таласъм“ е седмичен хумористичен и сатиричен вестник с карикатури, който излиза в Пловдив от 3 февруари до 9 юни 1890 г.
Редактор и основен автор на вестника е Георги Данчов. В него помества и свои рисунки със сатиричен характер.